# Eremaea
Genre
Classification phylogénétique
Eremaea est un genre de plantes à fleurs de la famille des Myrtaceae. Les espèces sont des arbustes endémiques à la région du sud-ouest de l'Australie-Occidentale. 
Il comprend les espèces suivantes :
- Eremaea acutifolia F.Muell.
- Eremaea asterocarpa Hnatiuk
- Eremaea atala Hnatiuk
- Eremaea beaufortioides Benth.
- Eremaea blackwelliana Hnatiuk
- Eremaea brevifolia (Benth.) Domin
- Eremaea dendroidea Hnatiuk
- Eremaea ebracteata F.Muell.
- Eremaea ectadioclada Hnatiuk
- Eremaea fimbriata Lindl.
- Eremaea hadra Hnatiuk
- Eremaea pauciflora (Endl.) Druce
- Eremaea pilosa Lindl.
- Eremaea purpurea C.A.Gardner
- Eremaea violacea F.Muell.